# La Belle Russe (film 1914)
La Belle Russe è un film muto del 1914 diretto da William J. Hanley. La sceneggiatura si basa su La Belle Russe, un lavoro teatrale di David Belasco, andato in scena a Broadway l'8 maggio 1882.

## Trama
Geraldine e Beatrice sono due gemelle identiche. Figlie del rettore Hetherly, vivono nella tranquilla campagna inglese. Ma Beatrice, più irrequieta della sorella, scappa a Londra con un uomo, un buono a nulla che ben presto l'abbandona. Quando la ragazza torna indietro, suo padre la caccia di casa.
Dopo la morte del rettore, Philip Calthorpe sposa Geraldine nonostante l'opposizione della sua aristocratica famiglia che, a causa di quel matrimonio, lo ripudia diseredandolo. Beatrice, invece, che è tornata a Londra, gestisce ora una casa da gioco che appartiene a Renard Duval ed è conosciuta come la belle russe. La donna diventa l'amante di Robert St. Omar, un ricco artista, che la porta con sé in Francia. I due hanno una figlia ma, quando St. Omar finisce i soldi, Beatrice lo lascia, per ritornare da Duval. L'amante abbandonato, dopo aver messo la bambina in convento, va a Londra, dove - dopo aver sfidato il suo rivale a duello - lo uccide.
St. Omar, diventato nuovamente ricco, si fidanza con un'ereditiera. Ma la vendicativa Beatrice, poco prima delle nozze, gli spara, ferendolo. La fidanzata, allora, rompe con lui. Nel frattempo, Geraldine, dopo essere rimasta ferita in un incendio, affida alla sorella le lettere e una fotografia del marito, militare in India. Quando Lady Calthorpe va a cercarla, viene accolta da Beatrice che si spaccia per la sorella gemella. Philip, quando torna dall'India, dove ha conosciuto St. Omar, si trova in casa quella che lui crede essere sua moglie ma che, invece, è la cognata. Ignaro, non se ne rende conto: Beatrice sarà invece smascherata dal suo vecchio amante, St. Omar che, dopo averla riconosciuta, le intima di lasciare quella casa. Geraldine può riunirsi finalmente al marito.

## Produzione
Il film fu la prima produzione della Regent Film Company.

## Distribuzione
Il copyright del film, che uscì nelle sale cinematografiche USA nel luglio 1914, fu richiesto dalla Regent Feature Film Co., e venne registrato l'8 settembre 1914 con il numero LU3329.
Nel 1919, la Fox Film Corporation ne fece un remake, sempre con il titolo La Belle Russe, interpretato da Theda Bara
Non si conoscono copie ancora esistenti della pellicola che viene considerata presumibilmente perduta.